# Isolepis expallescens
Isolepis expallescens är en halvgräsart som beskrevs av Carl Sigismund Kunth. Isolepis expallescens ingår i släktet borstsävssläktet, och familjen halvgräs. Inga underarter finns listade i Catalogue of Life.